# 立ちどまるな ふりむくな
「立ちどまるな ふりむくな」（たちどまるな ふりむくな）は、日本の歌手である沢田研二の15枚目のシングルである。
1976年1月21日にポリドール・レコードより発売された。

## 収録曲
1. 立ちどまるな ふりむくな
  - 作詞：阿久悠／作曲・編曲：大野克夫
2. 流転
  - 作詞・作曲：加藤登紀子／編曲：大野克夫

## 参加ミュージシャン
- 井上堯之バンド
  - 井上堯之
  - 速水清司
  - 佐々木隆典
  - 鈴木二朗
  - 大野克夫